# 舒展辊
舒展辊，spreader roll，起舒展、消除皱纹作用的导网(毯)辊或引纸辊，其辊面上有自中央部位向两端展伸的左、右旋凸出螺线或沟纹。